# Homeland (Iraq Year Zero)
Homeland (Iraq Year Zero)  (bt: Terra natal (Iraque ano zero) é um filme de 2015, dirigido por cineasta franco-iraquiano Abbas Fahdel.

## Sinopse
Crônicas do cotidiano no Iraque antes e depois da invasão Norte-americana.
Parte I: Antes da queda (duração: 2h40m):
Durante vários meses o diretor filmou um grupo de iraquianos, na sua maioria membros de sua própria família, em suas expectativas sobre a guerra. Essa primeira parte do filme se encerra com o início dos ataques norte-americanos à Bagdá. 
Parte II: Após a batalha (duração: 2h54m):
Os americanos invadem o Iraque, e o filme mostra as consequências dessa invasão no cotidiano dos personagens.